# Quiz Sangokushi: Chiryaku no Hasha
Quiz Sangokushi: Chiryaku no Hasha est un jeu vidéo de quiz, développé et édité par Capcom et sorti en juillet 1991 sur système d'arcade Mitchell,.